# 徐暁燕
徐 暁燕（じょ ぎょうえん、繁体字中国語: 徐 曉燕、英語: Xu Xiaoyan、1998年1月29日 - ）は、中国の女子ラグビー選手。

## プロフィール
- 中国徐州市出身[1]。
- ポジションはセンター(CTB)。
- 身長 168cm、体重 68kg

## 略歴
2021年、東京五輪の7人制女子中国代表に選ばれた。